# Ernst Messerschmid
Ernst Willi Messerschmid (Reutlingen, 21 maggio 1945) è un fisico ed ex astronauta tedesco.
Nel 1985 ha partecipato alla missione STS-61-A dello Space Shuttle Challenger.

## Biografia
Diplomatosi nel 1965 al Liceo Tecnico di Stoccarda, si arruolò nella Esercito tedesco. Dopo aver frequentato Fisica all'Università di Bonn e di Tubinga fra il 1967 e il 1972, fu ricercatore al CERN di Ginevra fino al 1975, occupandosi di protoni e acceleratori al plasma. 

Conseguì il dottorato nel 1976 all'Friburgo, mentre collaborava alla costruzione di un acceleratore di particelle al Brookhaven National Laboratory di Long Island, nello Stato di New York.
Dal 1978 al 1982 lavorò a Oberpfaffenhofen, in Baviera, sede del DLR, l'agenzia spaziale tedesca per la quale si occupò di comunicazioni integrate. Nel 1983 fu selezionato fra gli astronauti per D-1, la prima missione spaziale tedesca di Spacelab. Nel 1985, partecipò a STS-61-A, durante la quale 168 ore intorno al pianeta Terra. 

Questa fu l'ultima missione di Challenger: l'anno successivo, la navicella rimase distrutta pochi minuti dopo il decollo da un incendio, nel quale rimasero uccisi otto astronauti.
Dopo quest'unica missione, tornò all'insegnamento a Stoccarda, dove diresse l'Istituto Sistemi Spaziali (IRS), divenendo prorettore (Provost) dell'ateneo dal 1996 al 1998. Nel 1999 fu nominato direttore del Collaborative Research Center, consorzio di dodici università per la ricerca riguardo ai problemi di surriscaldamento di moduli trasportabili ripetutamente nello spazio, e dal 2000 al 2004 fu anche responsabile del Centro europeo per gli astronauti di Colonia.
Nel 2005, lasciò l'ESA per riprendere la docenza di Astronautica e Sistemi Spaziali a Stoccarda.